# Thomas Steinfeld
Thomas Steinfeld (* 2. Mai 1954 in Leverkusen) ist ein deutscher Journalist, Literaturkritiker, Übersetzer und Schriftsteller.

## Leben
Steinfeld wuchs in Bielefeld-Sennestadt auf und legte an der Hans-Ehrenberg-Schule das Abitur ab. Anschließend studierte er Germanistik und Musikwissenschaft in Marburg und Berlin. 1983 wurde er mit einer Arbeit über Hegels Ästhetik promoviert. Danach arbeitete er als Übersetzer und Deutschlehrer in Schweden. Von 1984 bis 1986 lehrte Steinfeld an der University of Calgary und von 1986 bis 1990 an der Université de Montréal deutsche Sprache, Literaturwissenschaft und Zeitgeschichte. Bereits in Kanada begann er, für das Feuilleton der Frankfurter Allgemeinen Zeitung zu schreiben. Nach seiner Rückkehr nach Deutschland war er zunächst Verlagslektor in Stuttgart. Anfang 1994 wurde Steinfeld dann Literaturredakteur der FAZ, von Februar 1997 an leitete er das Ressort „Literatur und literarisches Leben“. 2001 wechselte Steinfeld als leitender Redakteur ins Feuilleton der Süddeutschen Zeitung. Beginnend im Frühjahr 2006 war er Titularprofessor für Kulturwissenschaften an der Universität Luzern. Dort lehrte er bis 2018, danach noch an der Universität Basel. Von Januar 2007 bis Dezember 2013 leitete er gemeinsam mit Andrian Kreye das Feuilleton der Süddeutschen Zeitung. Von Januar 2014 bis Dezember 2018 war Steinfeld SZ-Kulturkorrespondent in Venedig. Seitdem arbeitet er frei. 2024 wurde ihm von der Universität Uppsala die Ehrendoktorwürde verliehen.

## Werk
Steinfeld hat zahlreiche Bücher verfasst, darunter eine Ideen- und Kulturgeschichte der Stadt Weimar (Weimar, 1998), eine Phänomenologie der populären Musik (Riff. Tonspuren des Lebens, 2000), eine systematische Darstellung der Philologie (Der leidenschaftliche Buchhalter, 2004) und einen Buchessay über Leben und Wirken des schwedischen Künstlerarztes Axel Munthe (Der Arzt von San Michele. Axel Munthe und die Kunst, dem Leben einen Sinn zu geben, 2007). Neben Büchern veröffentlicht er Essays in Zeitschriften (Merkur, Kursbuch, Akzente) und schreibt immer wieder auch für schwedische Publikationen (Axess, Svenska Dagbladet, Sveriges Radio). Er ist Autor mehrerer Filmessays, darunter Rousseau. Wie man in seiner Utopie verreckt (zusammen mit Eberhard Rathgeb, SWR 1994) und Exil, Eden, Endstation. Die Luftschlösser von Capri (zusammen mit Thomas Schmitt, Arte 2004). Zusammen mit Ralph Jentsch und Lothar Müller gab er die Romane Kaputt und Die Haut von Curzio Malaparte im Zsolnay Verlag neu heraus. Schwedischen Themen gewidmet sind auch das mit Staffan Lamm verfasste Buch über das Kollektivhaus (Das Kollektivhaus. Utopie und Wirklichkeit eines Wohnexperiments, 2006) und seine Edition von August Strindbergs Reportagen Unter französischen Bauern, die 2009 in der Buchreihe Die andere Bibliothek erschien. Im Herbst 2010 veröffentlichte Steinfeld die Monographie „Der Sprachverführer – die deutsche Sprache, was sie ist, was sie kann“. Die Kritikerin Ursula März nannte das Buch in der Zeit (20. Januar 2011) das „Ergebnis eines langen, intensiven Leselebens“, das in jeden Haushalt gehöre. Im Jahr 2014 legte er die erste vollständige deutsche Übersetzung von Selma Lagerlöfs Roman Nils Holgerssons underbara resa genom Sverige vor. Für diese Arbeit stand Steinfeld auf der Shortlist zum Preis der Leipziger Buchmesse 2015 in der Kategorie „Übersetzung“.
Aus einem Aufenthalt am Kulturwissenschaftlichen Kolleg Konstanz ging der Essay Ich will, ich kann hervor (Konstanz University Press, 2016), der die Entwicklung des Konzepts „Selbstoptimierung“ auf den späten Neukantianismus, die Anfänge des logischen Empirismus und Lebensphilosophen wie Broder Christiansen und Ludwig Klages zurückverfolgt. Im Jahr 2017 veröffentlichte Steinfeld die Monographie Herr der Gespenster. Die Gedanken des Karl Marx. Der Historiker Gerd Koenen nannte dieses Buch in einer Rezension in der Frankfurter Allgemeinen Zeitung (25. November 2017) eine „luzide Rekonstruktion“.
Nachdem Steinfeld mehrere Jahre in Italien gelebt hatte, veröffentlichte er 2020 das Buch Italien. Porträt eines fremden Landes. Von einer „Schönheit, die das Herz zerreisst“, sprich der Rezensent Clemens Klünemann in der NZZ bei der Lektüre dieses Werkes. Andreas Rossmann erklärte in der Frankfurter Allgemeinen Zeitung (7. März 2020), Steinfeld habe das Genre des "intellektuellen Reisebuchs" wiederbelebt: „So hat lange keiner mehr das ganze Italien in den kritischen Blick genommen.“ Das Buch liegt mittlerweile in einer sechsten, aktualisierten Ausgabe vor.
Steinfelds Goethe-Biografie wurde von der Kritik positiv aufgenommen. „Mitreißend“ nannte der Literaturwissenschaftler Kai Sina in der Zeit (14. März 2024) das Buch: eine „durch und durch realistische Biografie, die niemandem etwas vormacht und gerade deshalb so fasziniert“. Florian Balke erklärte in der Frankfurter Allgemeinen Zeitung (16. März 2024), die Biografie sei „pointiert und paradoxal“, „kenntnisreich und überaus lesbar“. Hannah Lühmann schrieb in der Welt am Sonntag (17. März 2024), man müsse Steinfeld „für dieses Buch bewundern. Es wirkt wirklich, als wäre er dabeigewesen“. Kurt Kister meinte in der Süddeutschen Zeitung (23. November 2024), das Buch sei „souverän“: „Als Leser, dies ist Steinfelds Verdienst als Erzähler und Einordner, kommt man Goethe in dieser glänzenden Biografie so nahe, wie man es möchte.“
Für den Schweizer Reisekonzern Kuoni gestaltete Steinfeld, zusammen mit Wolfgang Scheppe, die Broschüre „A Better Tomorrow – Die Zukunft des Reisens“. Das Heft, das Teil des Jahresberichts 2011 und in Gestalt einer Tageszeitung aufgemacht ist, wurde mehrmals ausgezeichnet, unter anderem mit dem „Red Dot Design Award: The Best of the Best“ für Communication Design und den IF Communication Award 2012 in Gold. Im Frühjahr 2011 gab Steinfeld ein Themenheft der Neuen Rundschau (S. Fischer Verlag) zum Thema „Okkultismus“ heraus.
Steinfeld war Mitglied des Beirats „Literatur und Wissenschaft“ des Goethe-Instituts (2000–2007). Er war Mitglied im Hochschulrat der Akademie der Bildenden Künste München und ist Stiftungsratsmitglied der Stiftung Lucerna. 2015 deckte Steinfeld den Fall Karl Waldmann auf.

## Kontroverse um KriminalromanDer Sturm(2012)
Gemeinsam mit Martin Winkler schrieb Steinfeld unter dem gemeinsamen Pseudonym Per Johansson den Schwedenkrimi Der Sturm. Die Lüftung des Pseudonyms erfolgte erst auf Druck des Verlags und nach entsprechenden Vorhalten durch Richard Kämmerlings, der Steinfeld vorwarf, sich mit „Rufmord“ an seinem ehemaligen Vorgesetzten Frank Schirrmacher zu rächen. Spiegel Online fasste die Aktion mit dem Satz „Konkurrent tot, Autor blamiert“ zusammen. Steinfeld widersprach daraufhin Kämmerlings’ These, dass die Romanfigur des Mordopfers deutliche Züge des FAZ-Herausgebers Frank Schirrmacher trage, und erklärte, sie sei größtenteils ein Selbstporträt. Jens Jessen, damals Feuilletonchef der Zeit, erhob abschließend den Vorwurf gegen „die Literaturjournalisten“, zu „unterschlagen“, was „dem Anschein von Rache und Rufmord widerspricht. Das ist der wahre Rufmord.“

## Werke (Auswahl)
als Autor
- Symbolik – Klassik – Romantik. Versuch einer formalanalytischen Kritik der Literaturphilosophie Hegels. Dissertation. (Hochschulschriften: Literaturwissenschaft, 63). Königstein/Ts., Forum Academicum in der Verlagsgruppe Athenäum, Hain, Hanstein 1984, ISBN 3-445-02328-X.
- Der grobe Ton. Kleine Logik des gelehrten Anstandes (= Anton Hain. Band 13). Hain, Frankfurt am Main 1991, ISBN 3-445-06013-4.
- Weimar. Mit Fotografien von Barbara Klemm. Klett-Cotta, Stuttgart 1998, ISBN 3-608-91941-4.
- Riff. Tonspuren des Lebens. DuMont, Köln 2000, ISBN 3-7701-4986-6.
- Beiträge zu Die Reform als Diktat. Zur Auseinandersetzung über die deutsche Rechtschreibung. FAZ, Frankfurt am Main 2000, DNB 975592262.
- Der leidenschaftliche Buchhalter. Philologie als Lebensform. Carl Hanser, München/Wien 2004, ISBN 3-446-20550-0.
- Wallanders Landschaft. Eine Reise durch Schonen. Mit einem Vorwort von Henning Mankell. Ungekürzte Ausgabe. Deutscher Taschenbuch-Verlag, München 2004, ISBN 3-423-20759-0.
- (mit Staffan Lamm:) Das Kollektivhaus. Utopie und Wirklichkeit eines Wohnexperiments. Fischer, Frankfurt am Main 2006, ISBN 3-10-043924-4.
- Der Arzt von San Michele. Axel Munthe und die Kunst, dem Leben einen Sinn zu geben. Carl Hanser, München/Wien 2007, ISBN 978-3-446-20844-5. Schwedische Fassung unter dem Titel En stor man. Axel Munthe och konsten att förse livet med mening. Atlantis, Stockholm 2009, ISBN 978-91-7353-208-2.
- Skandinavische Architektur. Von der Einfachheit des Bauens. (mit Jon Steinfeld) Deutsche Verlagsanstalt, München 2008, ISBN 978-3-421-03643-8.
- Der Sprachverführer. Die deutsche Sprache: was sie ist, was sie kann. Hanser, München 2010, ISBN 978-3-446-23416-1.
- Selma Lagerlöf. Deutscher Kunstverlag, Berlin 2015, ISBN 978-3-422-07320-3.
- Ich will, ich kann. Moderne und Selbstoptimierung. Konstanz University Press, Konstanz 2016, ISBN 978-3-86253-085-4.
- Herr der Gespenster. Die Gedanken des Karl Marx. Carl Hanser, München 2017, ISBN 978-3-446-25673-6.
- mit Burkhard Müller: Deutsche Grenzen. Reisen durch die Mitte Europas. Die Andere Bibliothek, Berlin 2018, ISBN 978-3-8477-0398-3.
- mit Frederic Steinfeld: Ikea. 100 Seiten. Reclam-Verlag, Stuttgart 2019. ISBN 978-3-15-020529-7
- Italien. Porträt eines fremden Landes. Rowohlt Berlin, Berlin 2020, ISBN 978-3-7371-0058-8.[16]
- Goethe. Porträt eines Lebens, Bild einer Zeit. Rowohlt Berlin, Berlin 2024, ISBN 978-3-7371-0059-5.

als Herausgeber
- zusammen mit Heidrun Suhr: In der großen Stadt – Die Metropole als kulturtheoretische Kategorie (= Athenäums Monografien: Literaturwissenschaft. Bd. 101). Hain, Frankfurt am Main 1990, ISBN 3-445-08951-5.
- Phänomen Houellebecq. DuMont, Köln 2001, ISBN 3-7701-5623-4.
- „Einmal und nicht mehr.“ Schriftsteller über das Alter. DVA, Stuttgart/München 2001, ISBN 3-421-05449-5.
- Was vom Tage bleibt. Das Feuilleton und die Zukunft der kritischen Öffentlichkeit in Deutschland. Fischer Taschenbuch, Frankfurt am Main 2004, ISBN 3-596-16329-3.
- Der große Dichter sieht die Dinge größer. Der Klassiker Robert Gernhardt. Fischer, Frankfurt 2009, ISBN 978-3-10-070406-1.

Übersetzer
- Selma Lagerlöf: Nils Holgerssons wunderbare Reise durch Schweden. Roman. Die Andere Bibliothek, Berlin 2014, ISBN 978-3-8477-0359-4.